# Batalha do Túnel da Mantiqueira
A Batalha do Túnel da Mantiqueira foi um dos principais confrontos da Revolução Constitucionalista de 1932, travado entre as tropas paulistas e o Exército Federal nas imediações do Túnel da Mantiqueira, localizado na divisa dos estados de São Paulo e Minas Gerais, entre os municípios de Cruzeiro (São Paulo) e Passa Quatro.